# Arthur Beugnot
El comte Auguste-Arthur Beugnot (Bar-sur-Aube, 25 de març del 1797 - París, 15 de març del 1865) fou un historiador i home d'estat francès. Era fill de Jacques-Claude Beugnot. En un primer moment exercí la professió d'advocat, però no trigà a renunciar-hi per dedicar-se en cor i ànima a l'estudi de la història i, concretament, de les croades.

## Política
Beugnot feu el salt a la política el 1841 com a Par de França, fou diputat per l'Alt Marne en la cambra del 1849, i, sota el Segon Imperi, es retirà fins a la seva mort.
El pla educatiu del 1844 d'Abel-François Villemain, que preveia subordinar els caps d'institucions independents a la jurisdicció de la universitat per imposar els seus alumnes l'obligació de cursar els estudis en retòrica i filosofia en determinades institucions topà amb l'oposició de Beugnot per principis liberals, mentre que d'altres el rebutjaven per motius religiosos. El projecte fou retirat el gener del 1845 com a resultat de la demència del seu autor. Beugnot, que havia destruït l'esborrany d'un discurs en suport del programa de Villemain, fou rebut pels catòlics com un obrer que arribava a la vinya a l'últim moment.
El 1845, defensà la reivindicació dels bisbes, com de tots els altres ciutadans, al dret de petició. En el seu fullet L'État théologien, escrigué que els atacs contra els jesuïtes eren intents de destruir la llibertat d'associació. Els jesuïtes li concediren poders per tractar amb François Guizot en nom seu en les negociacions entre França i la Santa Seu sobre la dispersió de la Societat. Com a autor de la Llei del 1850 sobre la Llibertat de Càtedra, obrà debades per evitar el retorn de la llei al Consell d'Estat el 7 de novembre del 1849. En el debat decisiu (entre el 14 de gener i el 15 de març del 1850), feu costat a Charles Forbes René de Montalembert, Félix Esquirou de Parieu i Adolphe Thiers, cosa que desembocà en una victòria per als catòlics.

## Escrits
Beugnot compartí amb François Mignet el premi de l'Acadèmia de les inscripcions (1818) al millor assaig sobre les institucions de Sant Lluís. Les competicions del 1822 i el 1831 conduïren a la seva obra sobre Els jueus d'Occident i la seva Història de la destrucció del paganisme a Occident (1835), gràcies a les quals fou elegit a l'Acadèmia de les inscripcions el 1832. La primera era més coneguda en aquell moment i fou inclosa en l'Index Librorum Prohibitorum. Fou substituït en gran part pel tractat d'Otto Seeck sobre el mateix tema. Les Juifs d'Occident, ou recherches sur l'état civil, le commerce et la littérature des Juifs en France, en Espagne, et en Italie pendant la durée du Moyen-Âge, (París, 1824) conté errors greus i reflecteix el desconeixement de l'autor de la història antiga dels jueus. Sosté que Julià l'Apòstata mai no donà permís als jueus per reconstruir el Temple. L'autor no intenta minimitzar la persecució dels jueus a l'edat mitjana.
Produí edicions de les Assises de Jerusalem (1841-43), dels Costums del Beauvaisis de Philippe de Beaumanoir i de Les Olim ou Registres des Arrêts, els registres antics del Parlament de París (1839-1948). Aquestes edicions són valuoses per a la història de la llei feudal i dels costums. Estigué associat a la voluminosa publicació del Recueil des Historiens des Croisades, que començà amb unes memòries que escrigué el 1834.